# 茨仁夏加
茨仁夏加（藏語：ཚེ་རིང་དབང་འདུས་ཤཱཀྱ་，威利转写：Tshe-ring Dbang-'dus Shaakya，中文也譯為「次仁夏加」，1959年—），藏學家，著名西藏歷史學家。目前在英屬哥倫比亞大學亞洲研究學院擔任亞洲宗教與當代社會的加拿大首席研究员。紐約時報認為他的著作《龍在雪域：一九四七年後的西藏》是现代西藏历史的权威作品。《紐約時報》、《時代》雜誌、路透社、《華盛頓郵報》、《洛杉磯時報》等媒體報導都曾引用他對西藏問題的評論。

## 家庭
茨仁夏加的父親是一個小型民辦藏文學校的校長，在他幼年時去世。文化大革命開始使其家庭分裂；他的哥哥和姐姐都成為極左派，而弟弟因為反對文革被關押。
茨仁夏加是德慶邊巴的叔叔。英國出生的藏人德慶邊巴2006年起住在北京，2008年北京奧運前，她被至少七名便衣警察強制遣送出境。

## 生平
茨仁夏加1959年出生在西藏拉薩，在家中年紀最小。1967年，他的母親帶著他與么女流亡尼泊爾。他在印度北部小鎮穆索里的藏人學校讀了幾年書，1973年獲得獎學金到英國罕布夏郡一所寄宿學校讀書，接著入學倫敦大學亞非學院，獲得社會人類學與南亞歷史學士學位。1983-1990年間，與工黨主導的倫敦政務議事廳合作，致力於反種族主義運動。90年代潛心研究西藏1947年以來的歷史。2000年獲得倫敦大學亞非學院藏學哲學碩士，2004年獲得藏學博士。
他是1990年在倫敦大學亞非學院召開的第一屆國際現代藏學研究會議（英語：International Conference on Modern Tibet Studies）的總召集人。他曾任教於牛津大學難民研究中心。從1999年到2002年，他在倫敦大學亞非學院擔任藏學研究員。

## 觀點
茨仁夏加的著作《龍在雪域：一九四七年後的西藏》是西方第一本西藏現代通史，堪稱西藏歷史的里程碑。他在书中將西藏1951年之後的歷史分成四個階段：
1. 1951-1959年：中共與西藏傳統統治階級結盟，當時西藏可根據《十七條協議》，以接近一國兩制的方式，讓西藏達賴政府自治。
2. 1959-1978年：1959年西藏抗暴運動失敗，之後達賴喇嘛出走，隨後西藏自治政府遷往印度，中共完全控制西藏後，開始推行土地集體化，西藏貴族與寺院的土地被重新分配，在他看來經濟因為這場運動而惡化，之後文革爆發，傳統文化和價值觀更遭到嚴重打擊。
3. 1980年代，中共推行胡耀邦政策，自由程度提高，西藏傳統文化復興，同時因為貿易開放，西藏的生活和環境則獲得了改善。
4. 1989年六四事件至今，中共否定自由化政策，政策轉為壓制，雖然領導經濟快速發展，然而政治局勢卻惡化。

本书提出了很多与之前学者不同的观点，如否定了中国与西藏之间的传统关系仅仅是“施主与喇嘛的关系”的观点，认为满洲皇帝“在西藏行使着某种程度的世俗权力”。
茨仁夏加是寫成《遮蔽的圖伯特：國際藏學家解讀西藏百題問答》一書的15位藏學家之一。他在書中同意1989年北京周报出版社出版的《西藏百題問答》中所說「英國與美國在20世紀干涉了西藏事務」的說法，但不同意「英美支持西藏獨立」的說法，而依歷史文獻與言論論證，儘管西藏表示獨立的意願日漸強烈，英美始終支持中國對西藏的主權。二十世紀，英國雖然在實務上將西藏當成獨立國家，但從未在法律上承認其獨立地位。
對於如何解決西藏問題，他認為目前雙方處於僵局，西藏難民接近絕望。如果雙方各退一步，問題並非無解：達賴喇嘛要求西藏在中國內自治，國防與外交政策由中國政府決定的提議，能夠充分滿足中國對國家安全的要求。
他曾經批評王力雄對西藏的看法。他認為，王力雄文章表現的是中國知識分子對西藏的殖民者心態：一方面是理智的傲慢，另一方面是對當地人心智的輕蔑；他筆下的西藏人，始終在被魔鬼統治，永遠在恐懼、在對惡神的敬畏中生活。

## 著作

### 原著
- 王力雄; Tsering Shakya.  [《西藏的生存之戰》]. Verso. 2009年. ISBN 978-1-84467-043-7.
- Tsering W. Shakya; Clare  Harris.  [《看見拉薩：英國人眼中的西藏首都：1936年至1947年》]. London: Serindia. 2003年  [2015-02-11]. ISBN 9781932476040. （原始内容存档于2019-12-18）.
- Tsering W. Shakya.  [《龍在雪域：一九四七年後的西藏》]. London: Pimlico. 1999年  [2015-02-11]. ISBN 9780712665339. （原始内容存档于2021-05-04）.
  - 茨仁夏加. . 謝惟敏譯. 左岸文化. 2011-03-10. ISBN 9789866723490.

### 翻译
- Palden Gyatso; Tsering W. Shakya.  [雪山下的火焰：一個西藏良心犯的證詞]. London: Harvill Press. 1998年.
  - 班旦加措. . 次仁夏加英譯；廖天琪中譯. 勞改基金會. 2003年9月  [2015-02-11]. ISBN 978-1931550475. （原始内容存档于2019-08-12）. 2004年由前衛出版改名《雪山下的火焰：一個西藏良心犯的證詞》ISBN 978-9578014404。